# 玉作
| ウィキペディアには「玉作」という見出しの百科事典記事はありません（タイトルに「玉作」を含むページの一覧/「玉作」で始まるページの一覧）。 代わりにウィクショナリーのページ「たまつくり」が役に立つかもしれません。 |